# アラベスク (芸能プロダクション)
株式会社アラベスク（英文社名；ARABESQUE Inc.）は、東京都新宿区に本社を置いていた日本の芸能プロダクション。

## 沿革・概要
- 1997年3月 - 株式会社プロダクション尾木傘下の芸能プロダクションとして、東京都新宿区新宿1丁目2-1-409に設立。
- 2017年2月 - 東京都中央区銀座四丁目3-6に移転。
- 2020年2月3日 - 最後まで所属していた梓みちよの死去を発表、所属タレントがいなくなる。2022年時点で公式サイトも閉鎖されている。
- 2023年6月7日 - 新宿区市谷田町に移転[1]。
- 2024年1月4日、親会社の株式会社プロダクション尾木に吸収合併され解散した[1]。

## かつて所属していたタレント
- 梓みちよ
- 阿部美穂子
- 小柳ルミ子
- 高松いく

## 関係会社
- プロダクション尾木
- ルーツ音楽出版
- 尾木プロ THE NEXT